# Église Saint-Vincent de Fontenet
L'église Saint-Vincent est une église située à Fontenet, dans le département français de la Charente-Maritime en région Nouvelle-Aquitaine.

## Historique
L'église est inscrite au titre des monuments historiques par arrêté du 23 février 1925.

## Galerie

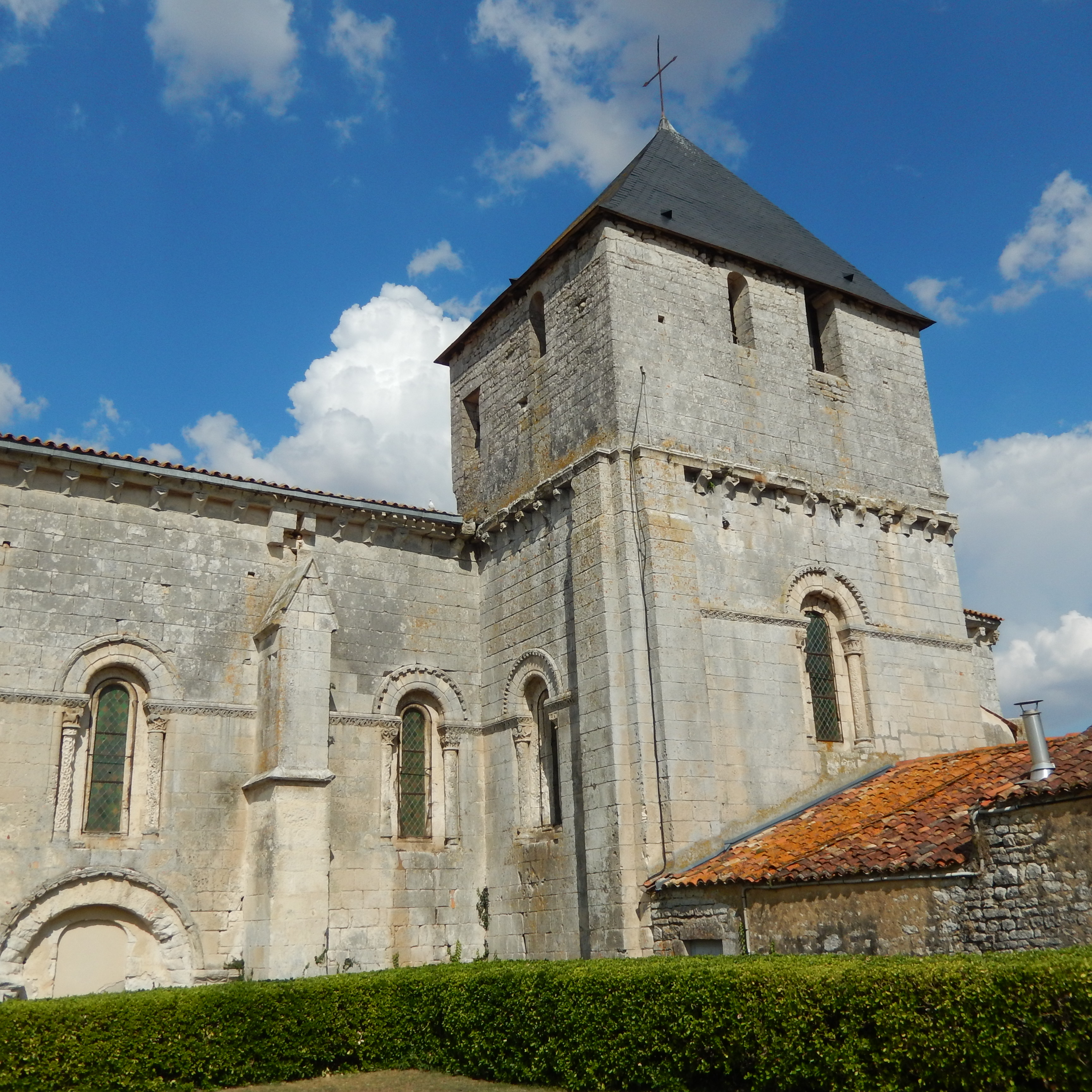
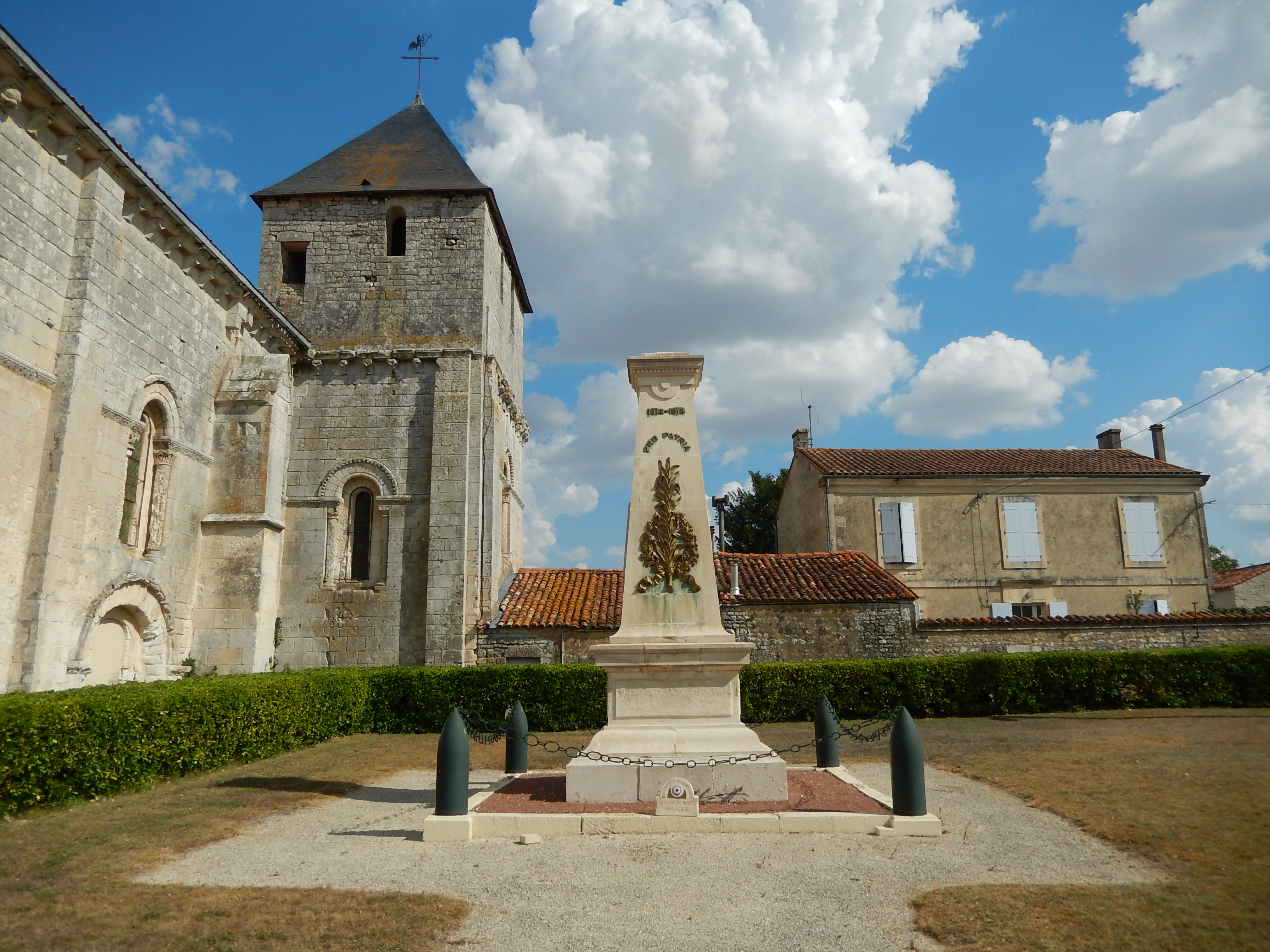
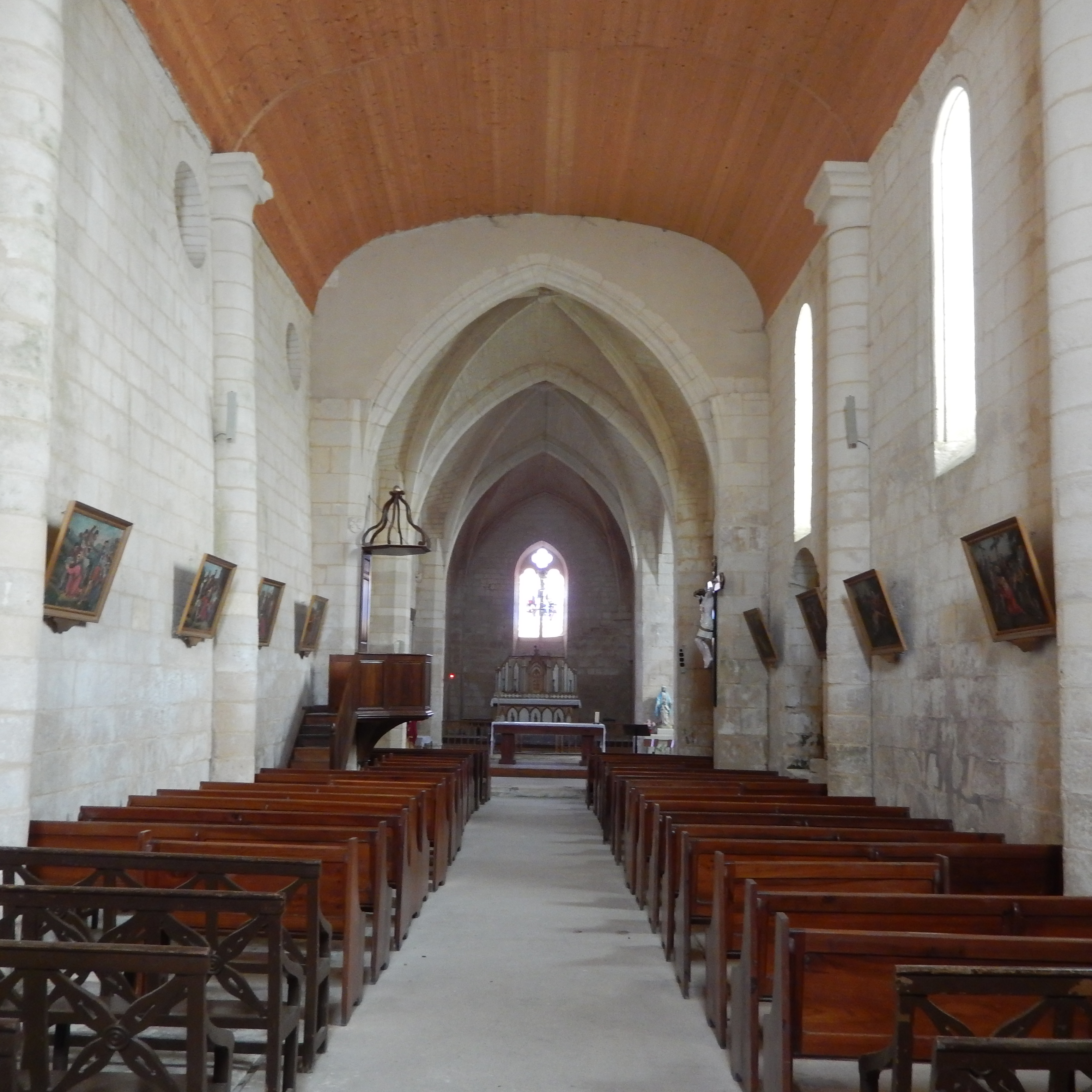